# 포스코타워-송도
포스코타워 송도(영어: Posco Tower Songdo), 혹은 구 동북아무역타워(영어: Northeast Asia Trade Tower, NEAT Tower)로 불렸던 이 건물은 대한민국 인천광역시 연수구 송도국제도시에 있는 마천루이다. 높이 68층, 313m 규모로 2016년 잠실 롯데월드타워 완공전까지 대한민국 최고층 빌딩이었다. 동북아무역센터(영어: Northeast Asia Trade Center), 동북아무역타워(영어: Northeast Asia Trade Tower)라는 공식 명칭이 맞으나 약칭은 "NEAT Tower(한국어: 니트 타워)"라고 한다. NEAT 타워 사업은 총 사업비 5,163억원을 들여 송도에 지하 3층·지상 68층,  지상 312m, 건축연면적 195,924m2의 규모다. 
.
송도국제도시에 있는 포스코타워 송도는 300m대 이상의 마천루로서, 공기동역학적인 외형으로 인해 송도 신도시의 랜드마크 역할을 수행한다. 업무시설과 숙박시설 용도로 활용되며, 국내 기업 및 글로벌 기업에게 교역의 장을 마련해준다.

## 역사

### 계획 및 디자인
1997년에 대우건설이 대한민국에서 가장 높은 건물을 지을 계획이 있었고 102층 빌딩 계획이였다. 그러나 불투명해졌고 대우타운 건립계획은 무산되었다. 2004년에 105층 국제금융센터를 추진하려다가 건립이 무산되었다. 지상 65층인 국내 최고빌딩 조감도가 공개되고 2005년에 KPF의 설계를 바탕으로 한 송도국제도시 조감도에 동북아무역타워의 최종 디자인이 공개되었다.

### 건설

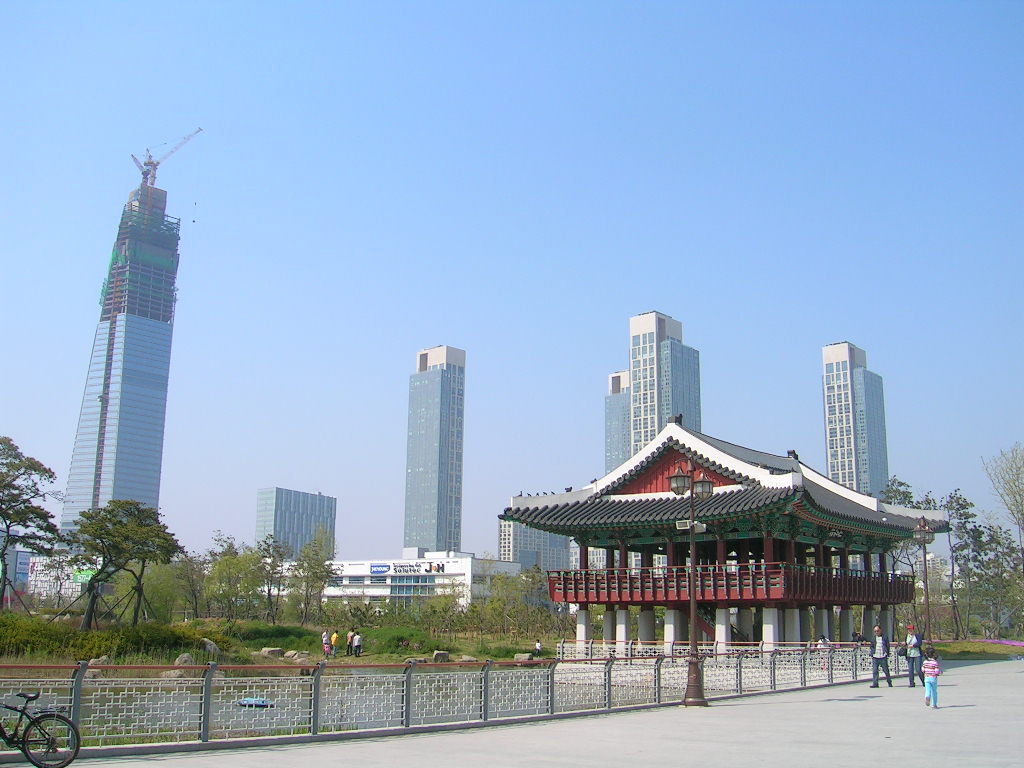
2009년 5월 5일.

2007년 2월 1일에 기공식이 개최되고 A2블럭에 착공하여 공사를 시작했고 이후 68층으로 변경하였다. 2008년 금융 위기 이후 부동산 시장 불황으로 인해 3번이나 공사가 중단되었다가 2011년 6월 27일에 공사가 재개되었다. 당초에는 대우건설(70%)과 포스코건설(30%)이 공동 시공하였으나, 빈번한 공사중단으로 대우건설은 나가버리게 되었다. 이후 포스코건설에서 대우건설의 지분을 모두 인수하여 공사를 완료하였다.
당초 완공목표는 2010년이었지만 NEATT의 추진회사인 송도국제도시개발유한회사(NSIC)의 극심한 재정난과 시공사와의 법적 분쟁이 얽히면서 한동안 사업이 진행되지 못하다 2011년 초 복합적인 문제가 해결되면서 부분적인 사업이 진행되고 2013년 7월 대우인터내셔널이 송도국제도시개발유한회사(NSIC)와 건물을 인수하기로 매매계약을 체결하였고, 7월 26일 대우인터내셔널에 매각되었다. 이로써 공사 속도가 더 빨라질 것으로 보인다. 매각이 완료되면서 2013년 내에는 완공되었다.

### 개장
대우인터내셔널이 2014년 입주 예정이였고 2013년 내에 건물 완공을 해 놓고 대우인터내셔널이 내장공사를 한 뒤에 완전 개장하는 형식이다. 2013년 12월만 하더라도 거의 텅텅 비어있는 상태로 밤에는 건물에 불이 들어오지 않아 야간에는 거의 눈으로 볼 수 없는 상태였다. 6월 30일 인천경제청으로부터 동별 준공 허가를 받았고 송도국제도시 개발 사업에서 인천타워와 송도IFC타워(78층, 350m로 추진)와 더불어 또다른 랜드마크 건물로 계획했던 건물이었으며 착공 8년 만에 7월 10일 유일하게 준공되었다. 한무컨벤션에서 운영하는 오크우드 프리미어 인천 호텔이 7월 23일 개장하였다.
2014년 8월 오크우드 프리미어 인천이 오픈하였고 2014년 인천 아시안 게임의 본부호텔로 선정되었고 2015년 1월 국제 친환경 LEED인증하였고 대우인터네셔널 사옥과 포스코 A&C사옥을 동북아무역타워로 이전하였다. 원래 명칭은 동북아무역타워였지만 현재는 포스코타워-송도로 불린다.

## 높이

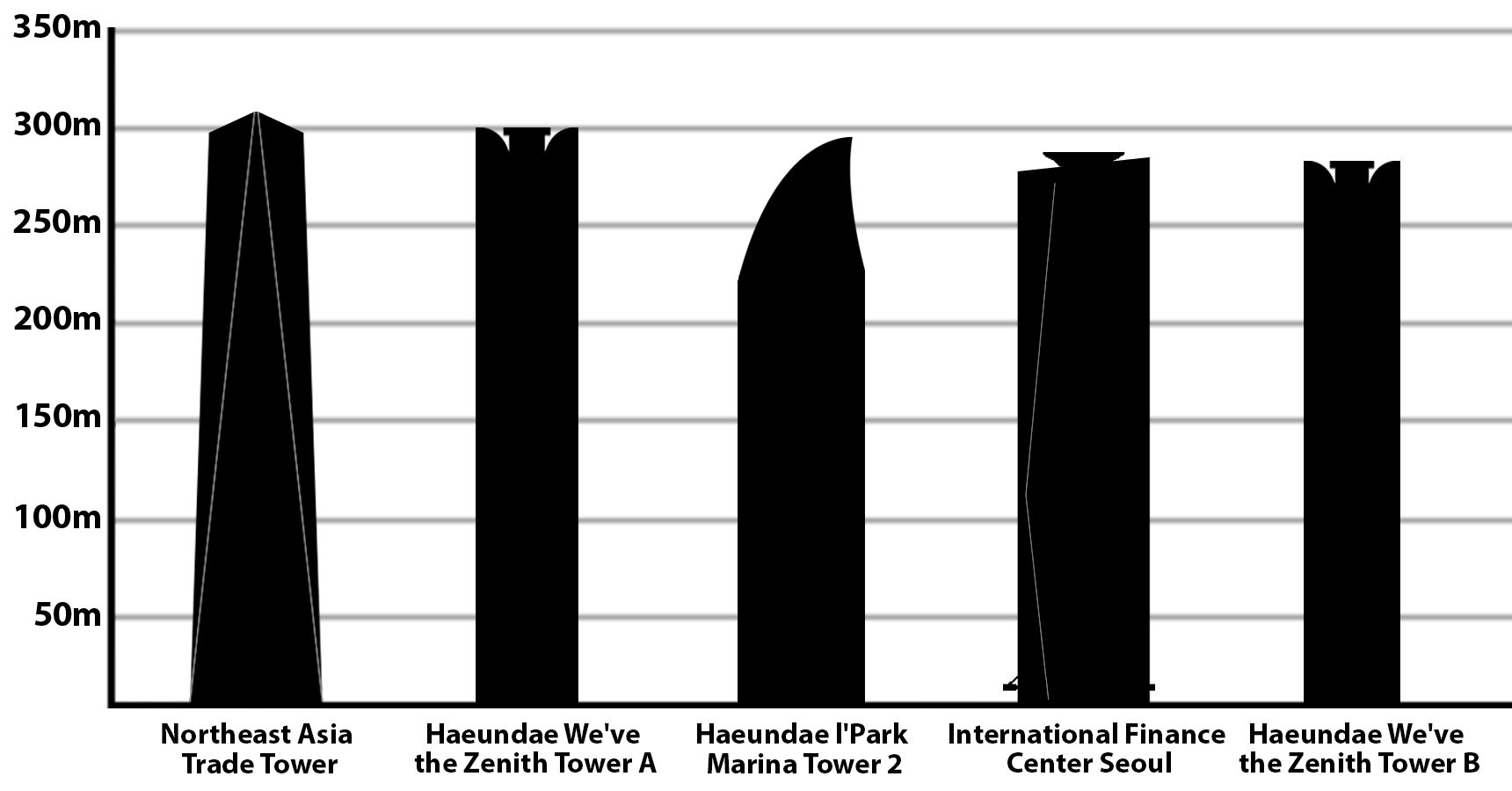
대한민국에서 가장 높은 건물 (2014년 1월 기준.)

포스코타워 송도의 높이는 300m 미만인 최상층 276.7m와 300m 이상인 지붕 305m의 해발 높이(건축 구조물, 전체높이 포함)를 포함하면 313m라고 한다. 다른 마천루들을 비교하면 서울 영등포구 여의도의 63빌딩 (60층, 249m), 서울 양천구의 목동 하이페리온 (69층, 256m), 타워팰리스 (69층, 264m), 서울 여의도의 서울국제금융센터 (55층, 285m), 부산 남구의 부산국제금융센터 (63층, 289m), 부산 해운대의 해운대 아이파크 (72층, 292m), 일본 요코하마의 요코하마 랜드마크 타워 (70층, 296m), 300m 이상의 일본 오사카의 아베노바시 터미널 빌딩 (60층, 300m), 해운대 두산위브더제니스 (80층, 301m)보다 높아 과거에 대한민국 최고층 빌딩이였는데 현재는 인천 최고층 빌딩이다.
포스코타워 송도는 2012년 68층까지의 골조공사가 완료됨에 따라 부산의 301m, 80층 아파트인 해운대 두산위브더제니스 A동을 제치고 국내 최고층 빌딩이 되었으며, 전망대인 65층 골조까지 276.7m 높이, 상층부 안테나와 첨탑 높이를 포함한 공식적인 높이는 305m로 2013년부터 2016년까지 대한민국에서 가장 높은 빌딩이었다. 대한민국에서 가장 높은 타워가 인천에 있는 “포스코타워 송도(305m)”였으나 서울에 있는 “롯데월드타워(555.65m)”가 대한민국에서 가장 높은 타워가 되었다. 이후 해운대 엘시티 더샵과 파크원 타워가 완공되면서 현재는 한국에서 여섯 번째로 높은 건물이 되었다.

## 특징
포스코 인터내셔널(posco INTERNATIONAL)과 오크우드 간판(Oakwood)이 있다. 포스코건설이 인천에서 가장 높은 건물을 지었고 포스코 인터내셔널 로고을 걸고 오크우드 호텔 개장 전이나 후에는 오크우드 로고를 달고 있다. 완공 후에 인천에서 가장 높은 건물이 되었고 사무실, 호텔 등 용도로 쓰이고 있다. 완공 당시에는 동북아무역타워였지만 현재는 포스코타워-송도로 불리고 있다.

## 시설

### 주요 시설

#### 파노라믹65
2010년 2월 24일 국내 최고의 높이인 전망대 임시 개방하였다. 2013년 말 65층 전망대 개관하였고 동북아무역타워 개장 이후 2014년에도 운영하고 있었다. 2016년 6월 29일 65층에 전망대가 없어지고 바&다이닝 '파노라믹65'가 오픈하였다. 송도국제도시를 한눈에 조망할 수 있는 바&다이닝 파노라믹65는 65층에 있다. 파노라믹65까지 오르는 전용 엘리베이터는 분속 420m로 1층에서 올라가는데 1분이 채 걸리지 않았다. 이 빌딩에는 모두 29대의 엘리베이터가 설치되어 있다. 국내에서 가장 높은 바&다이닝이다.

#### 오크우드 프리미어 인천 호텔객실
36층 한무컨벤션에서 운영하는 오크우드 송도 호텔이 2014년 7월 23일 개장하였다. 빌딩의 36층부터 64층을 사용하며, 2014년 아시안 게임의 본부호텔로 선정되었다. 특1급 수준 호텔로 호평을 받고 있으나, 수영장이 없다는 게 단점으로 지적되고 있다. 이 호텔이 포털사이트 인기검색어에 오른 일이 있었으니, 2014년 인천 아시안 게임 폐막식에 깜짝 참석하기로 한 북한군의 장성들과 우리 대한민국 정부 요인들이 이 호텔에서 회담을 가져서다. 정식 개관을 하고 36층과 37층은 연회장, 레스토랑, 회의실 등 호텔 부대시설이 갖춰져 있다. 38~59층, 61층~64층은 최상층 펜트하우스를 포함해 423실의 레지던스 호텔으로 이뤄져 있다.

#### 오피스
오피스는 4층, 5층, 7층~11층, 13층~29층, 31층~35층에 위치하고 있다. 포스코그룹 계열사인 포스코대우(무역, 자원개발), 포스코A&C(건축 설계, 디자인)이 2015년 1월 26일과 2015년 4월 6일부터 차례로 근무를 시작하였다. 두 계열사의 동북아무역타워 근무인원은 각각 1,000명과 270여명이다. 건물 관리는 포스코그룹 계열사이자 빌딩 관리 전문회사인 포스메이트에서 담당하고 있다. 당초, 이전 문서에는 현황에 포스코대우의 송도 이전 추진 과정이 서술되어 있으나, 대우인터내셔널 문서로 내용을 옮겼다.

### 내부 시설

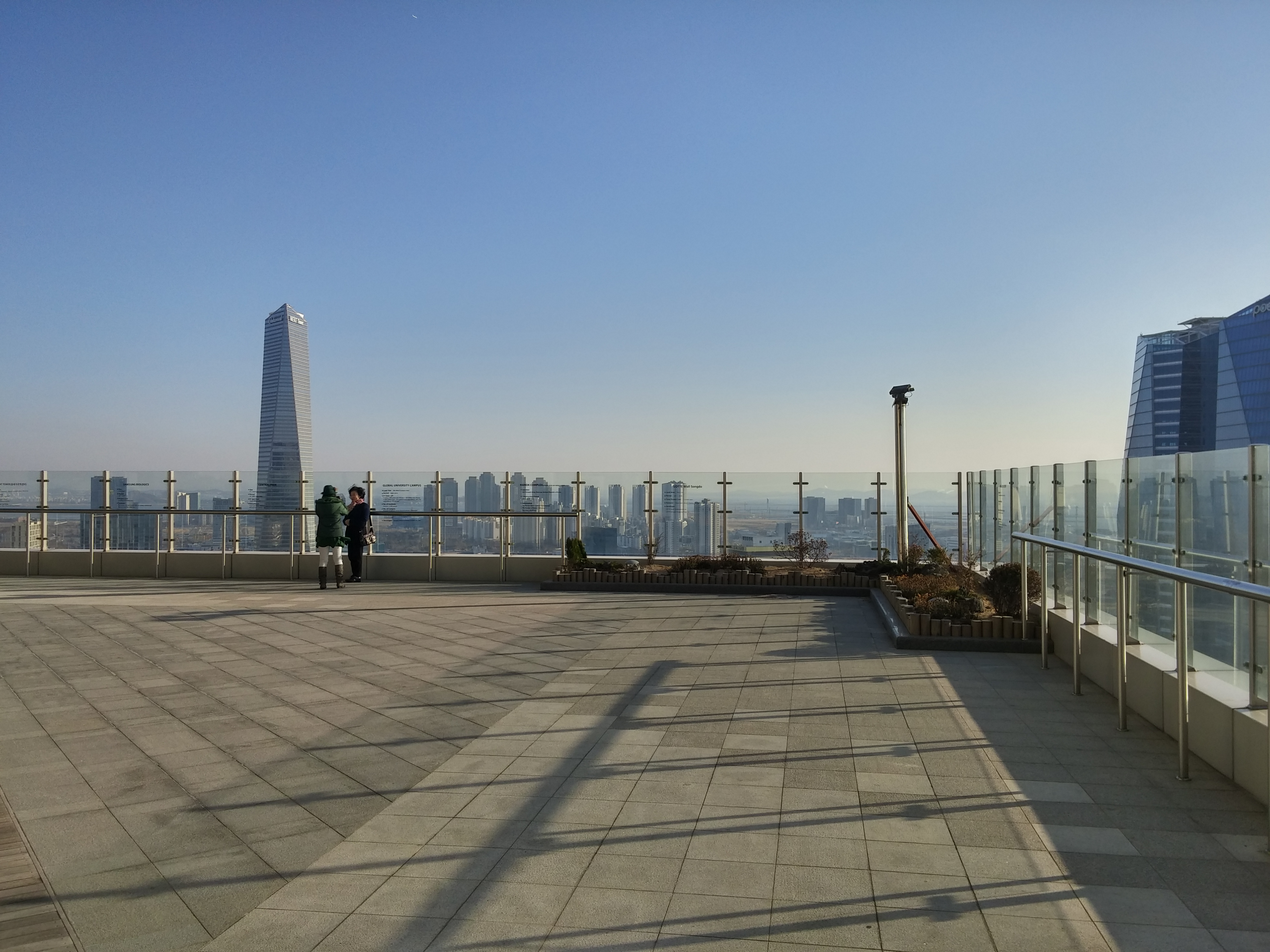
2014년 12월 31일. (1)

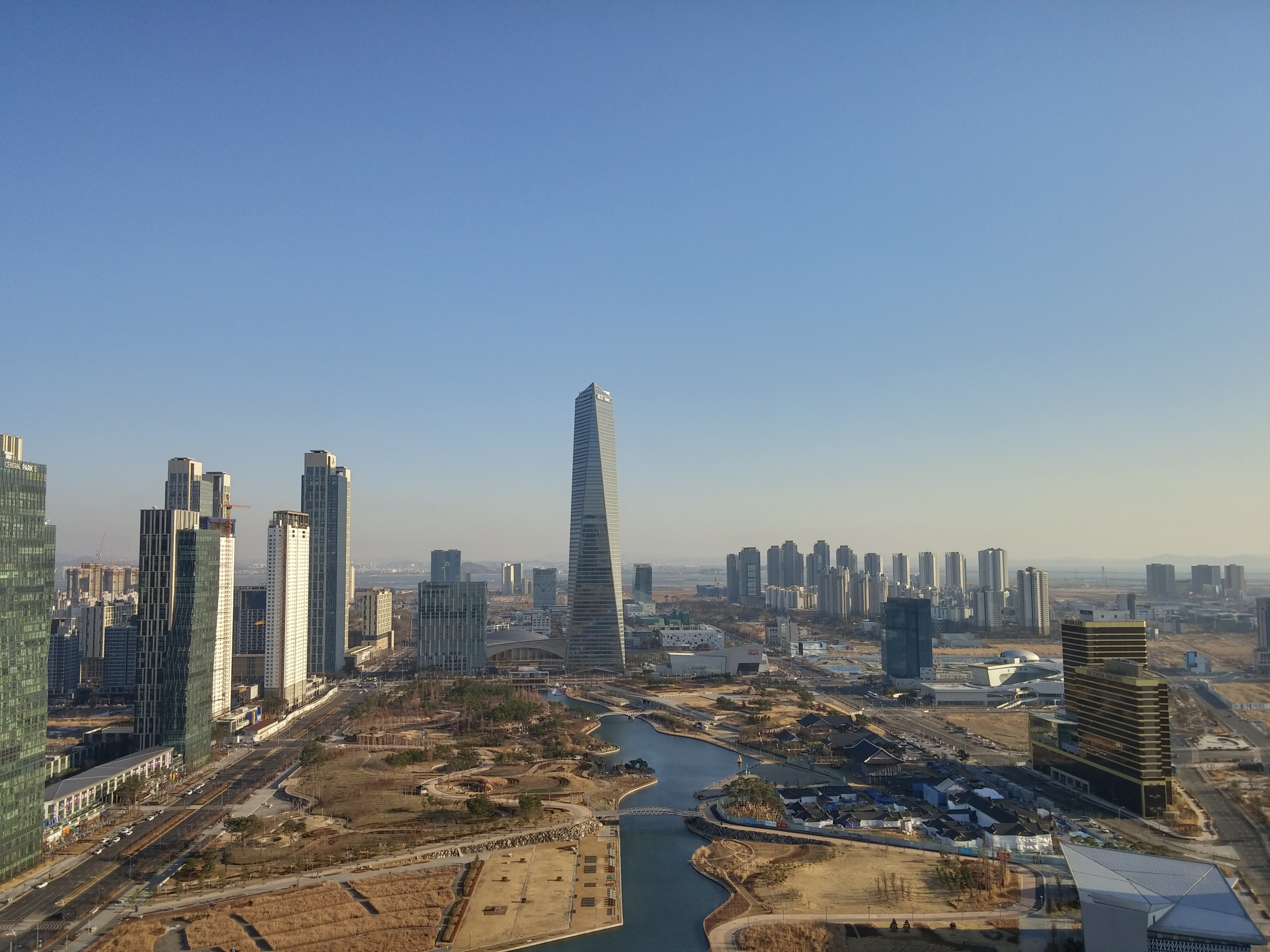
2014년 12월 31일. (2)

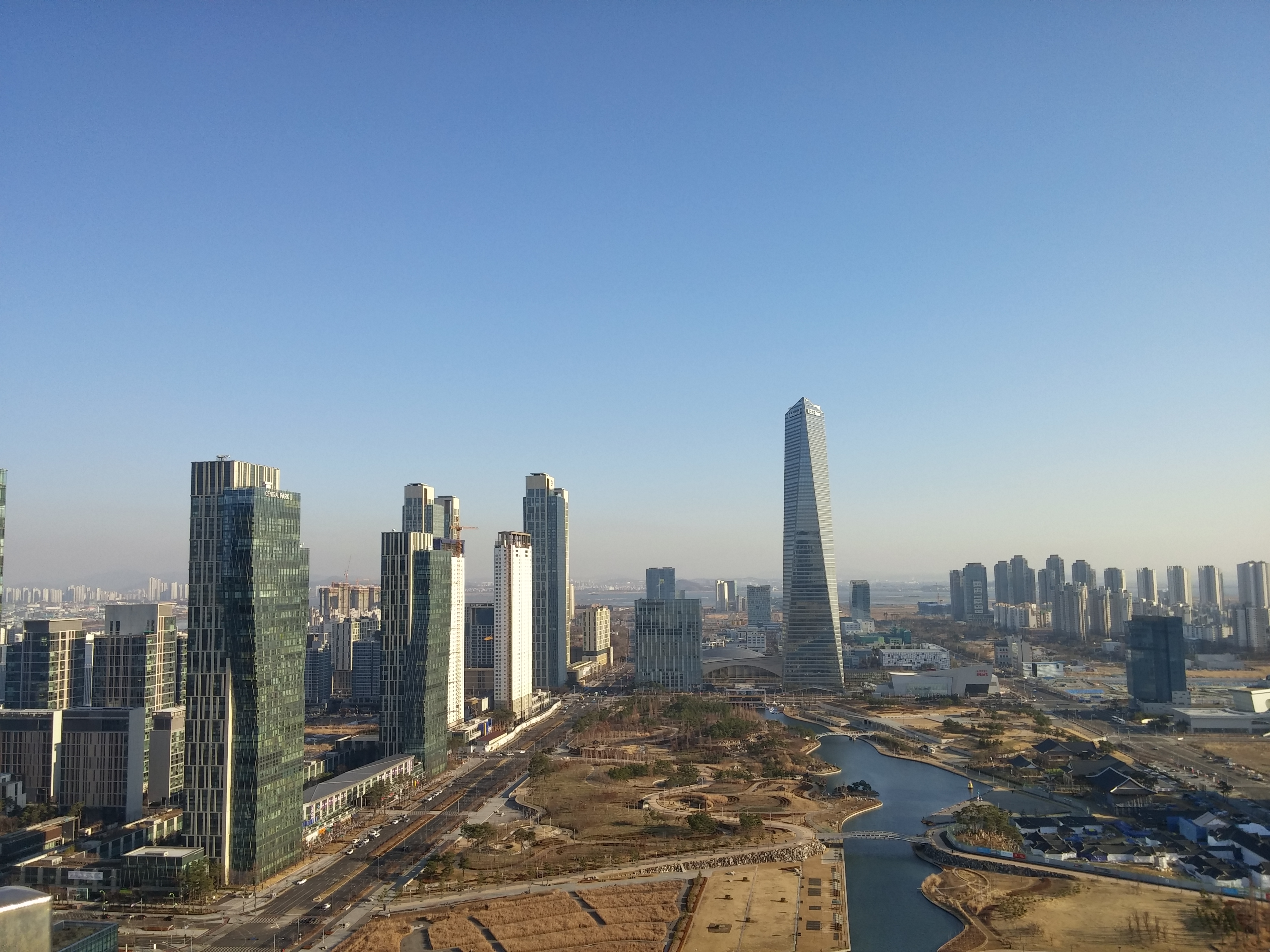
2014년 12월 31일. (3)

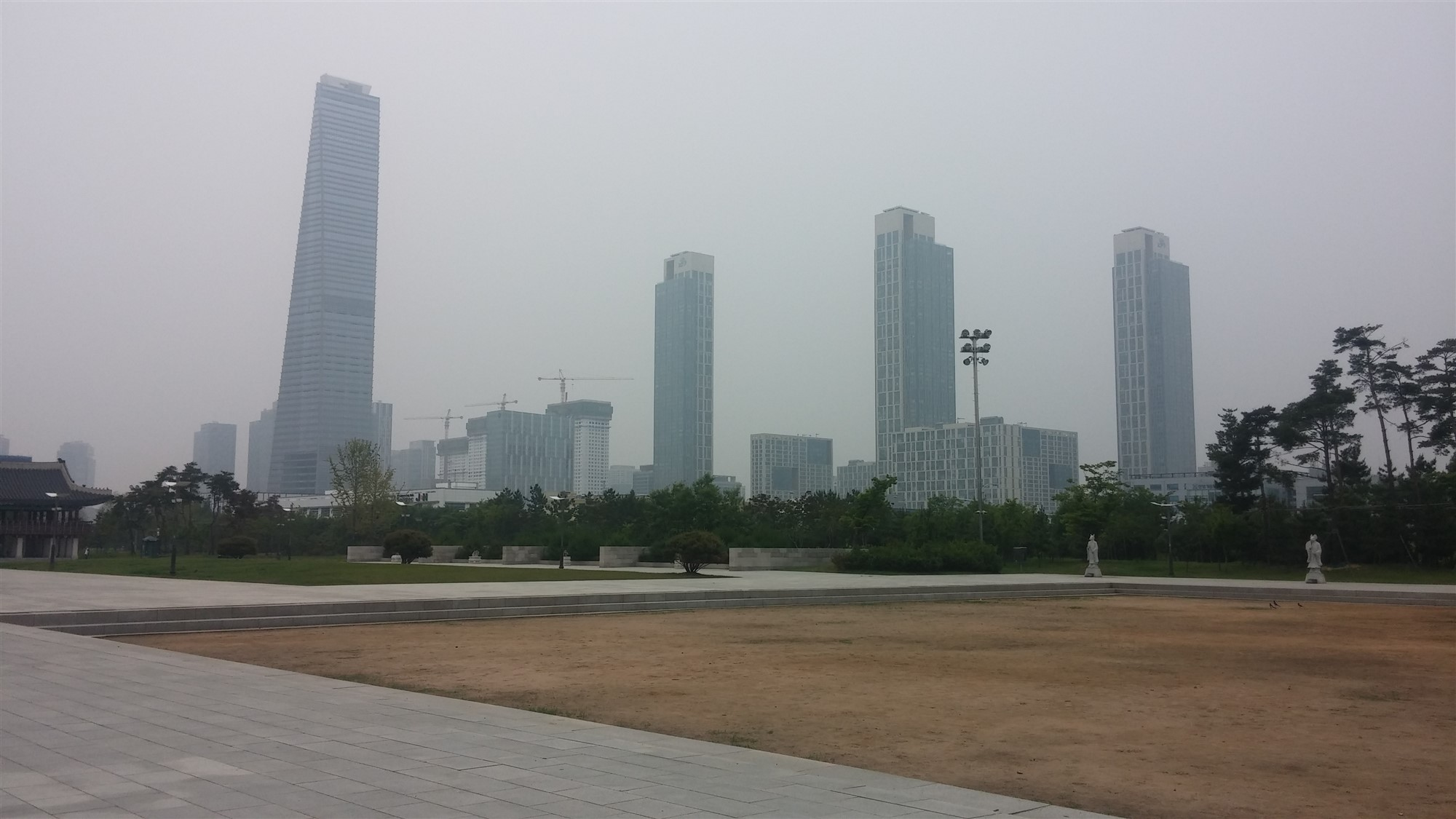
2014년 6월 20일.

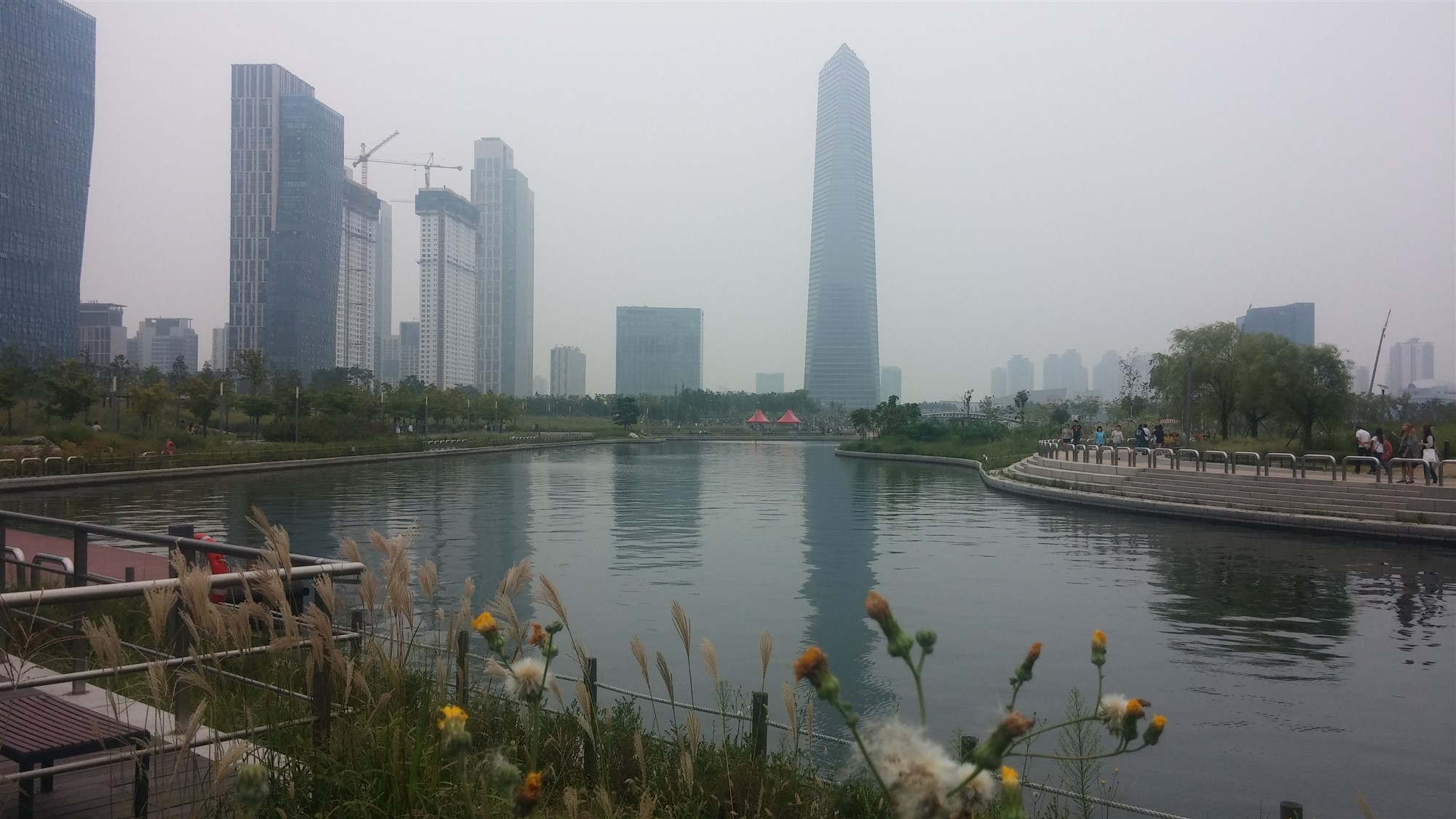
2014년 8월 24일.

동북아무역센터는 오피스와 호텔 등 복합시설로 들어섰다. 건물 상층부에 입주한 호텔인 오크우드 프리미어 인천은 대한민국에서 가장 높은 위치에 있는 호텔이다. 9~21층(총 13개층)은 포스코대우 사옥으로 사용되고 있으며 근교 시설은 인천지하철 1호선 인천대입구역과 송도 더샵 퍼스트월드와 쉐라톤 인천 호텔, 송도 센트럴파크, 송도 컨벤시아, 롯데몰 등이 있고 3층~35층은 업무시설, 36층~37층은 레스토랑, 연회장, 피트니스 센터, 비즈니스 센터 등 부대시설을 조성하는 사업이다. 36층~59층, 61층~64층은 423객실의 특1급 레지던스 호텔인 오크우드 프리미어 객실(423실)이 있다. 30층, 60층에는 피난안전구역이 위치한다.
| 층수        | 시설                                                                              |
| ----------- | --------------------------------------------------------------------------------- |
| 66층 ~ 68층 | 기계실, 전기실                                                                    |
| 65층        | 파노라믹65                                                                        |
| 61층 ~ 64층 | 오크우드 프리미어 인천 호텔객실                                                   |
| 60층        | 피난안전구역                                                                      |
| 38층 ~ 59층 | 오크우드 프리미어 인천 호텔객실                                                   |
| 37층        | 호텔시설(회의실, 피트니스)                                                        |
| 36층        | 호텔로비, 연회장, 레스토랑                                                        |
| 34층 ~ 35층 | (주)포스코인터내셔널, Fitness Center                                              |
| 31층 ~ 33층 | 소규모 회사 향 임대                                                               |
| 30층        | 피난안전구역                                                                      |
| 29층        | 오피스                                                                            |
| 28층        | 건강보험심사평가원(심평원) 인천지원                                               |
| 26층 ~ 27층 | 오피스                                                                            |
| 25층        | 게일인터내셔널코리아, (주)대우로지스틱스                                          |
| 23층 ~ 24층 | 포스코A&C 본사                                                                    |
| 22층        | 포스코A&C                                                                         |
| 21층        | (주)포스코인터내셔널 기획재무본부                                                 |
| 19층 ~ 20층 | (주)포스코인터내셔널 철강본부                                                     |
| 18층        | (주)포스코인터내셔널 기계인프라본부                                               |
| 17층        | (주)포스코인터내셔널 기획재무본부, 기계인프라본부                                 |
| 15층 ~ 16층 | (주)포스코인터내셔널 원료물자본부, 화학본부                                       |
| 14층        | 오피스                                                                            |
| 13층        | (주)포스코인터내셔널 AUDITORIUM                                                   |
| 12층        | 구내식당                                                                          |
| 11층        | (주)포스코인터내셔널 석유가스개발본부                                             |
| 10층        | (주)포스코인터내셔널 경영지원본부                                                 |
| 9층         | (주)포스코인터내셔널 비즈니스센터                                                 |
| 8층         | 중국 위해시(웨이하이시) 홍보관                                                    |
| 7층         | 소규모 회사 향 임대                                                               |
| 6층         | JK위드미 성형외과 및 피부과                                                       |
| 5층         | 연수김안과, 안경점, 약국, 카페                                                    |
| 4층         | 송도외과내과                                                                      |
| 3층         | 송도퍼스트 치과                                                                   |
| 2층         | GS25, 니트꿈나무어린이집, 우리은행(삼성증권 복합점포), 타미하우스카페, 포튼가먼트 |
| 1층         | 로비, 투썸플레이스                                                                |
| 지하 1층    | 통합방재실, 호텔지원실, 꽃집, 지하주차장                                          |
| 지하 2층    | 호텔지원실, 무인세탁소, 지하주차장                                                |
| 지하 3층    | 기계실, 전기실                                                                    |

## 화제
- 2015년 - 아이스크림 더위사냥과 닮아서 둘을 비교하는 사진으로 화제가 되었다.

## 대중문화

### 영화
- 2009년에 개봉된 유감스러운 도시에 나온다.
- 2014년에 개봉된 좀비스쿨의 마지막 장면에 나온다.
- 2016년에 개봉된 대결에 나온다.
- 2017년에 개봉된 하루에 나온다.

### 드라마
- 2012년에 방영된 OCN 드라마 히어로에 나온다.
- 2013년에 방영된 KBS 드라마 아이리스 2 20회 마지막 장면에 나온다.
- 2013년에 방영된 SBS 드라마 야왕에 나온다.
- 2015년에 방영된 MBC 드라마 전설의 마녀에 나온다.
- 2015년에 방영된 KBS 드라마 후아유 - 학교 2015에 나온다.
- 2015년에 방영된 SBS 드라마 리멤버 - 아들의 전쟁에서 일호그룹의 본사 건물로 등장한다.
- 2015년에 방영된 KBS 드라마 오 마이 비너스도 촬영하였다.
- 2016년에 방영된 KBS 드라마 태양의 후예에 나온다.
- 2016년에 방영된 tvN 드라마 굿 와이프에 나온다.
- 2017년에 방영된 KBS 드라마 김과장 1회의 TQ그룹 본사와 광고 화면이 나온다. 3회의 야경과 5회의 풍경에도 나오며 9회에는 TQ타워 건물 간판 등이 나온다.
- 2017년에 방영된 MBC 드라마 자체발광 오피스에 나온다.
- 2017년에 방영된 tvN 드라마 써클: 이어진 두 세계는 2037년의 스마트지구인 동북아무역타워가 나온다.
- 2017년에 방영된 tvN 드라마 화유기에 포스코타워-송도가 나온다.
- 2018년에 방영된 KBS 드라마 너도 인간이니?에 포스코타워-송도가 나온다.
- 2018년에 방영된 KBS 드라마 죽어도 좋아에 포스코타워-송도가 나온다.
- 2018년에 방영된 OCN 드라마 플레이어에 포스코타워-송도가 나온다.

### 예능
- 2015년 ~ 2016년에 방영된 슈퍼맨이 돌아왔다에 나온다.

## 갤러리

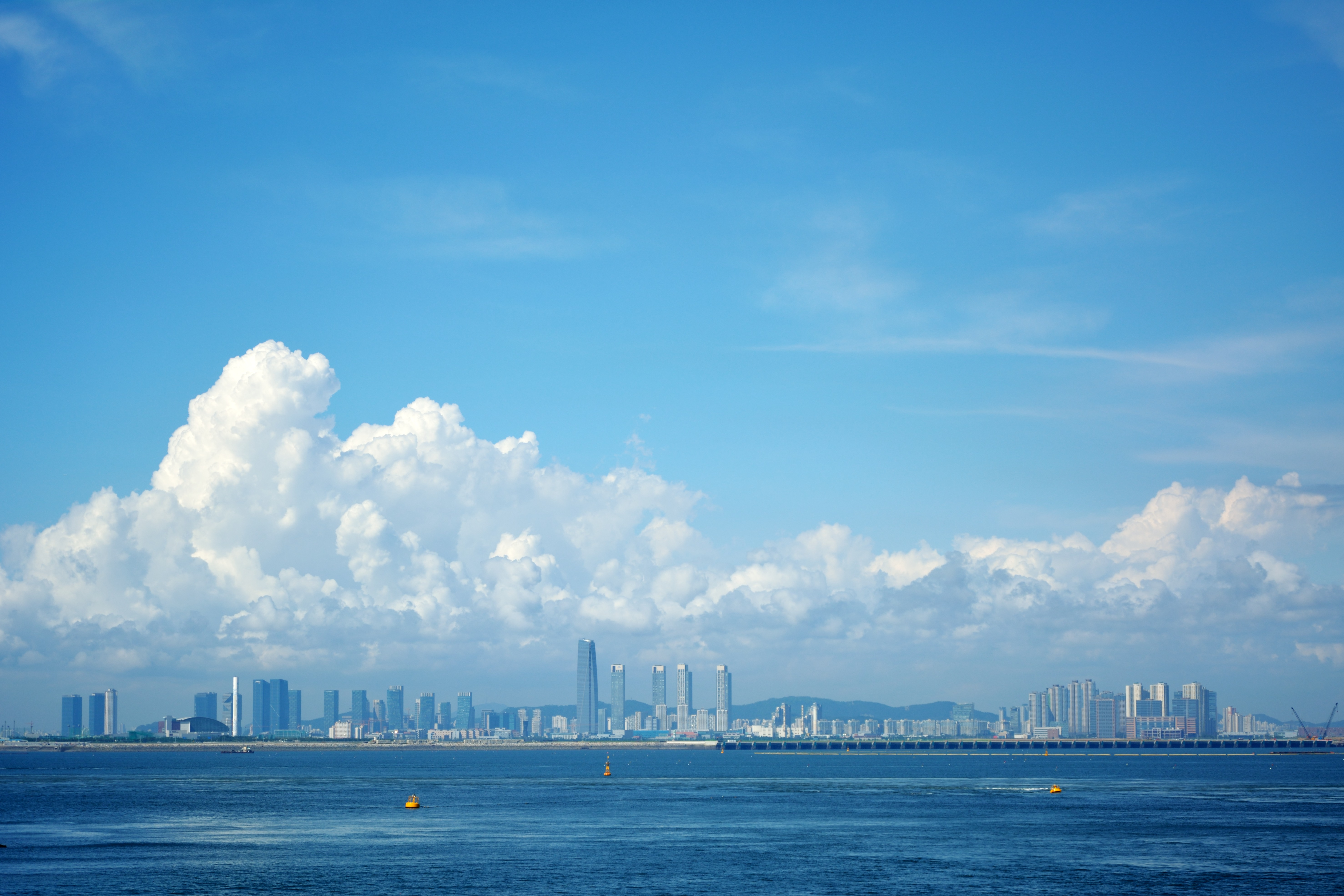
2013년 8월 15일
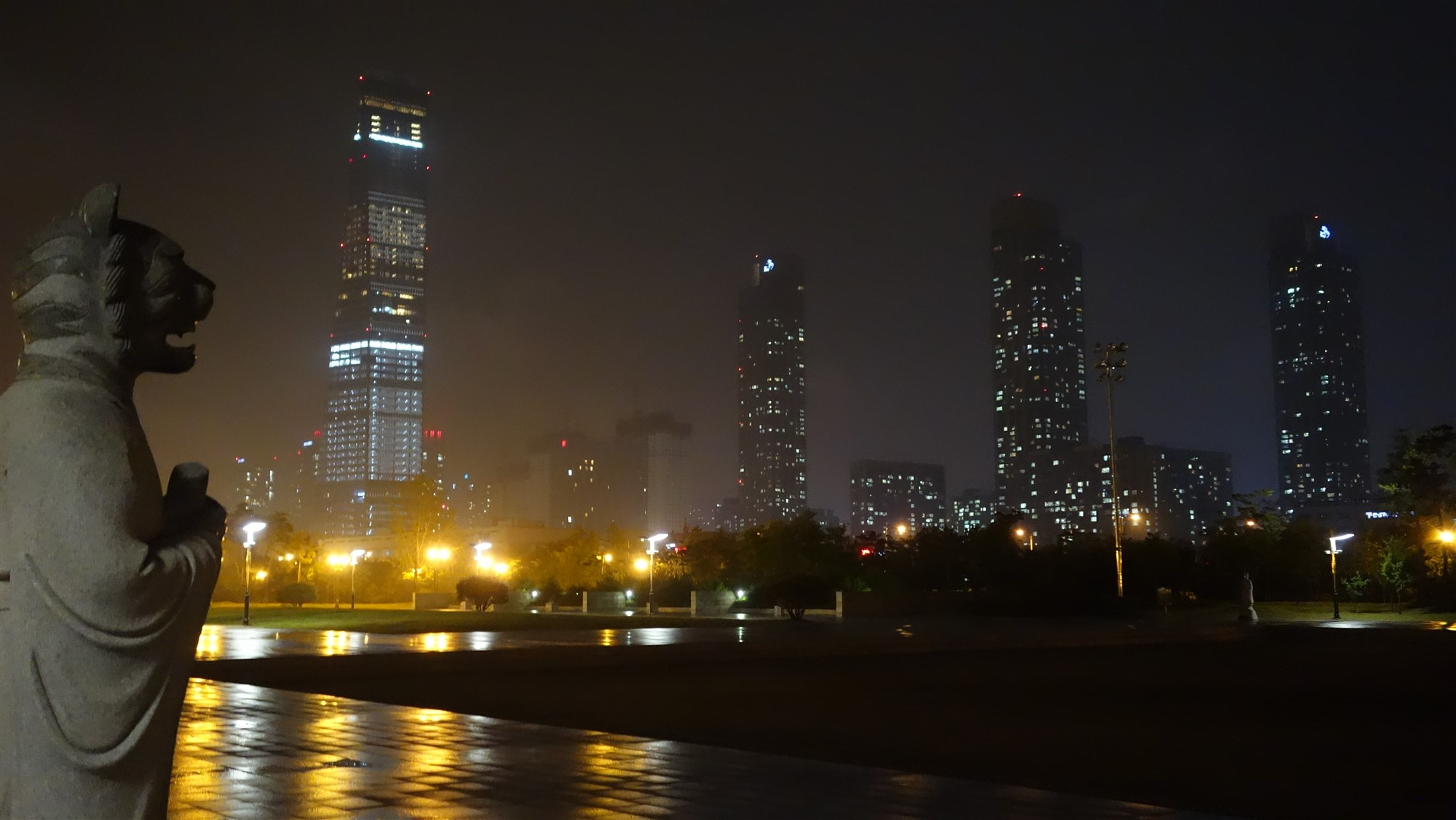
2014년 7월 2일 (1)
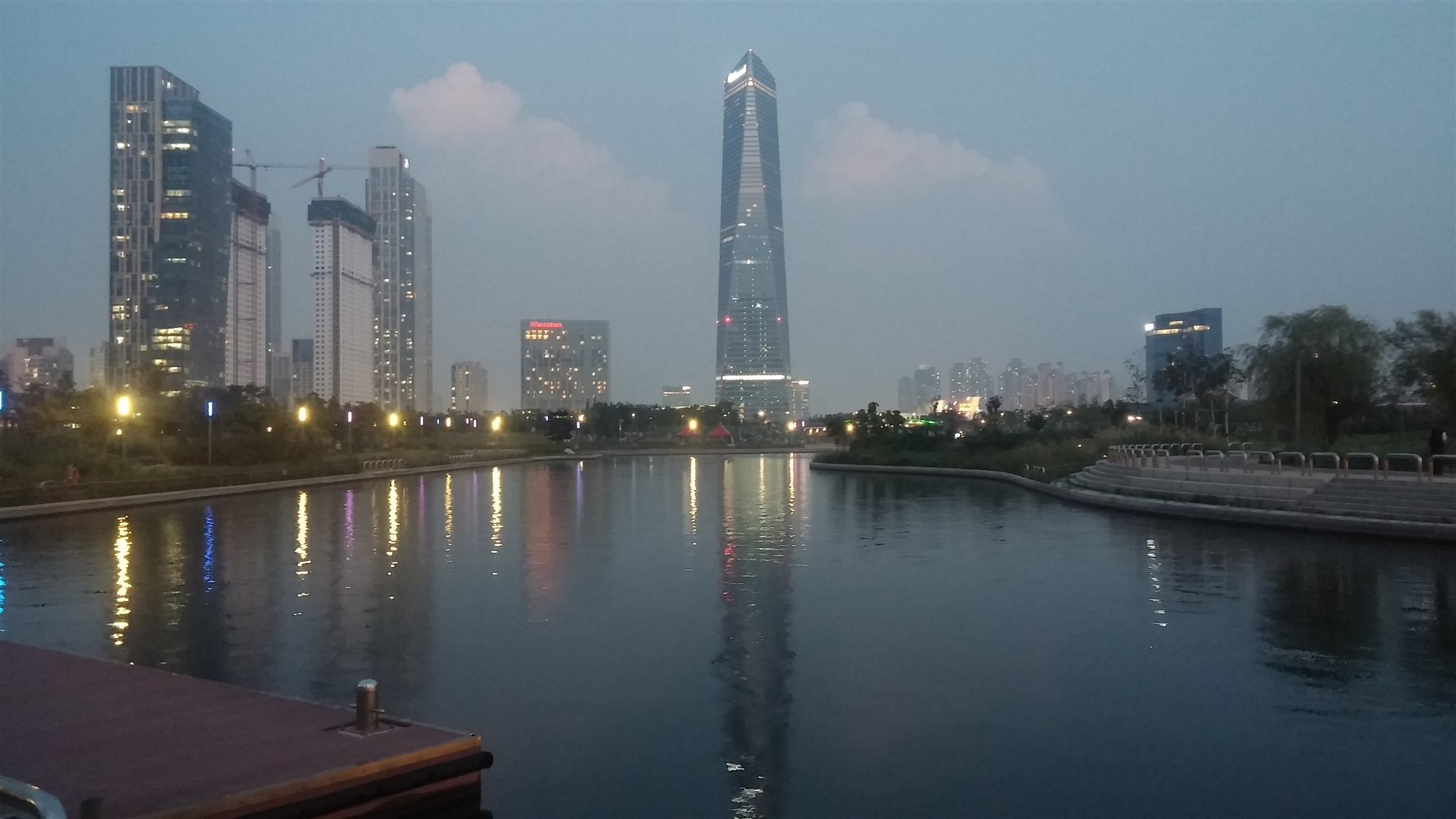
2014년 8월 29일
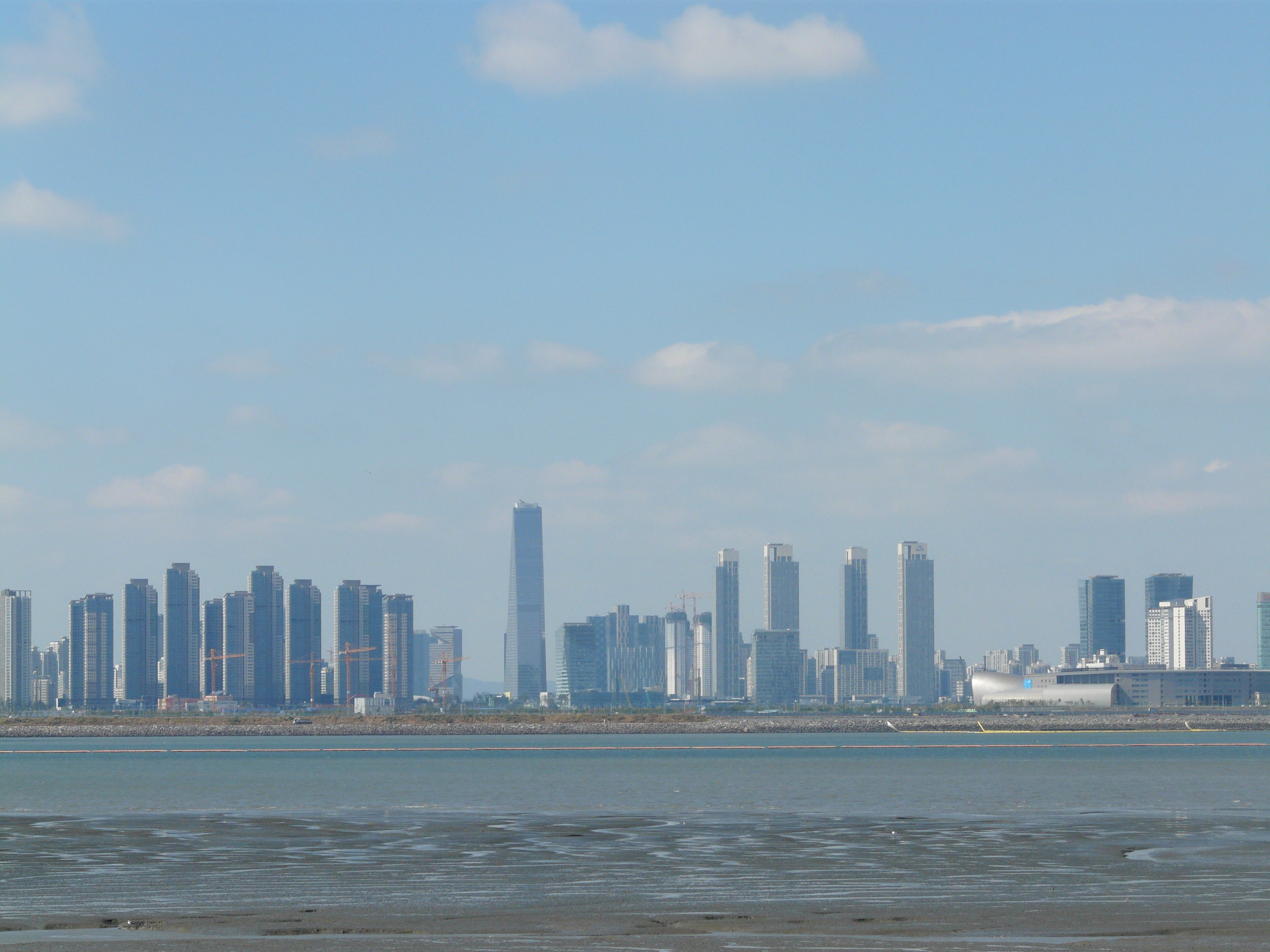
2014년 10월 3일
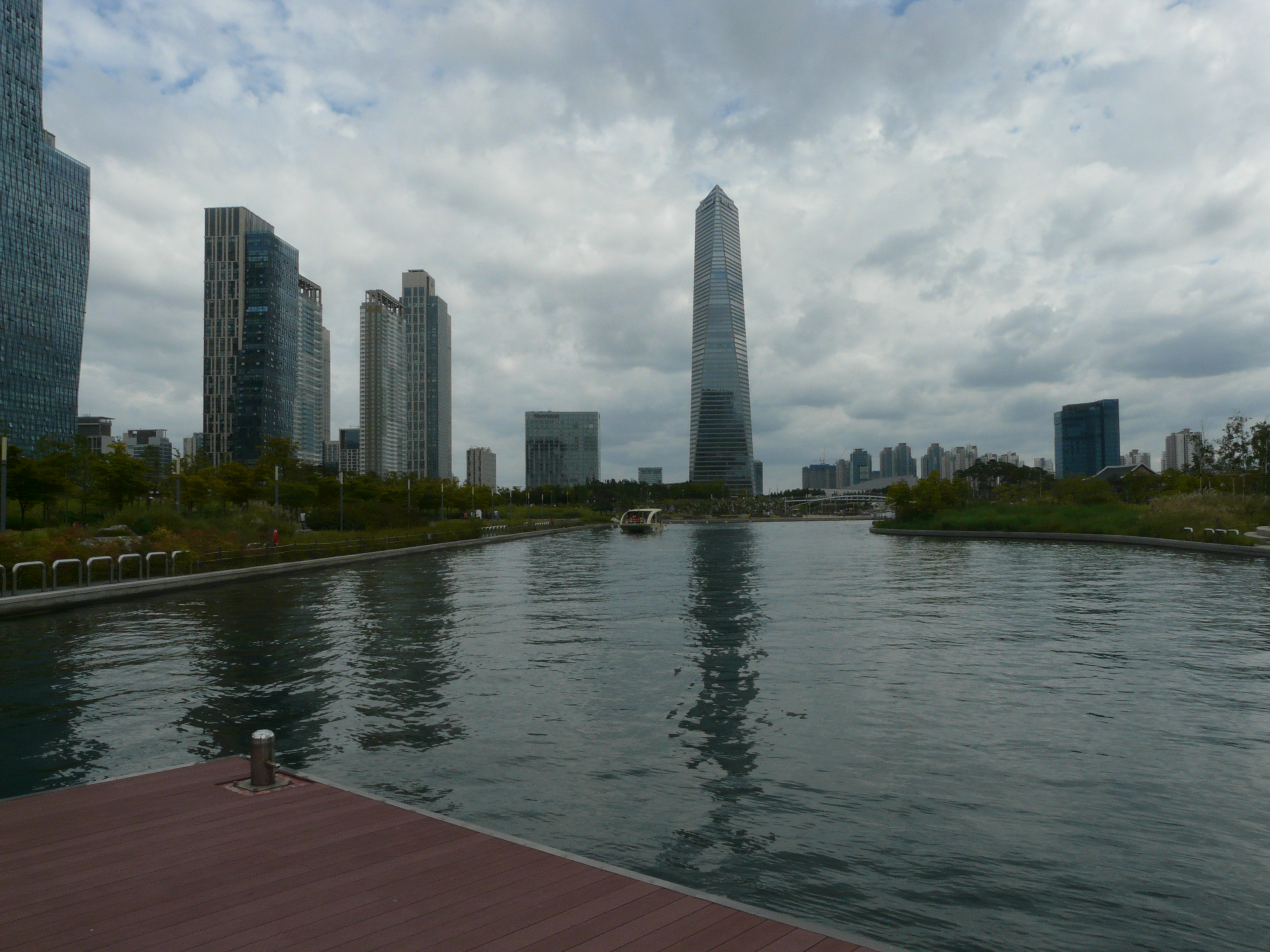
2015년 9월 6일
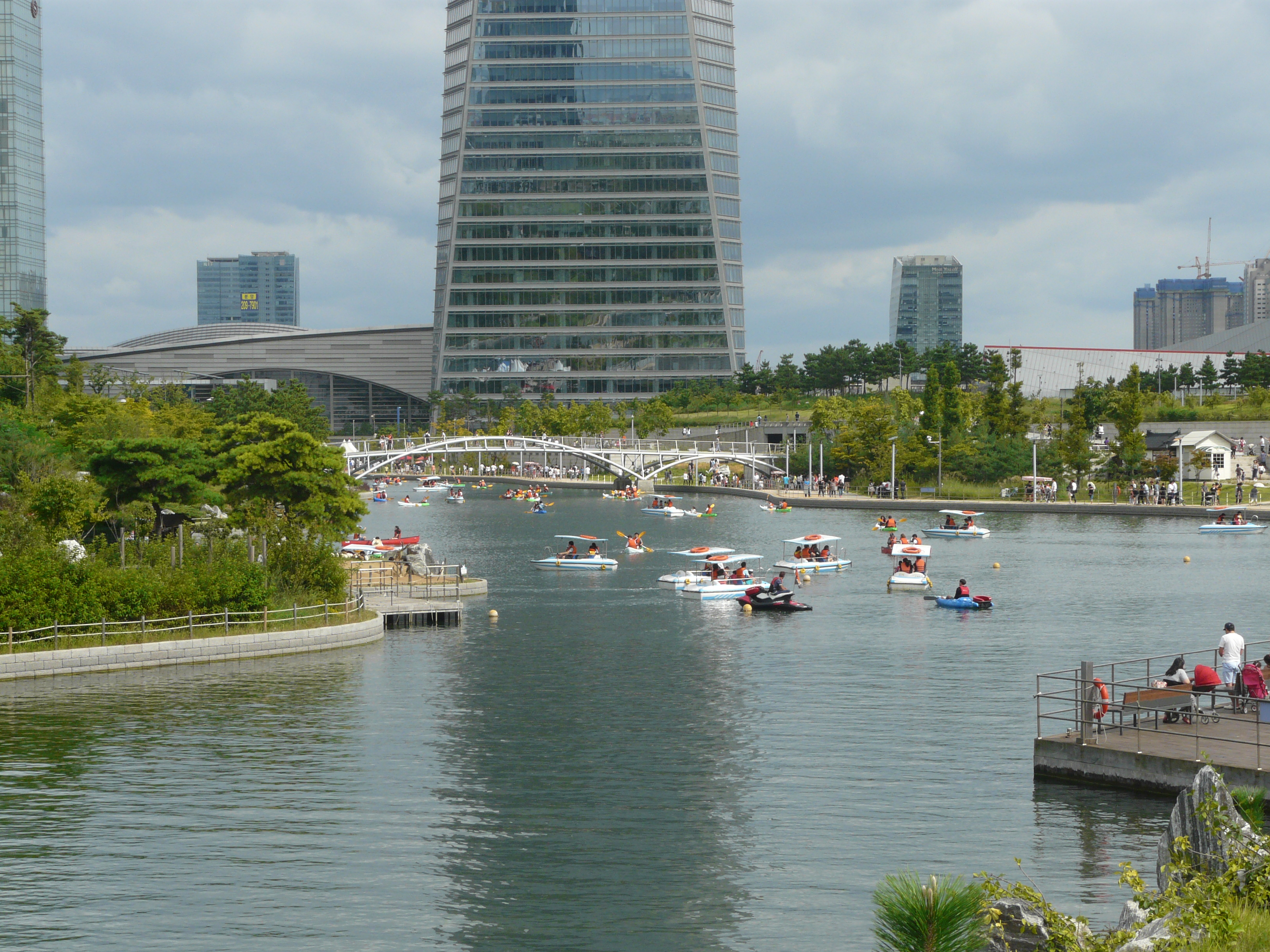
2015년 9월 6일
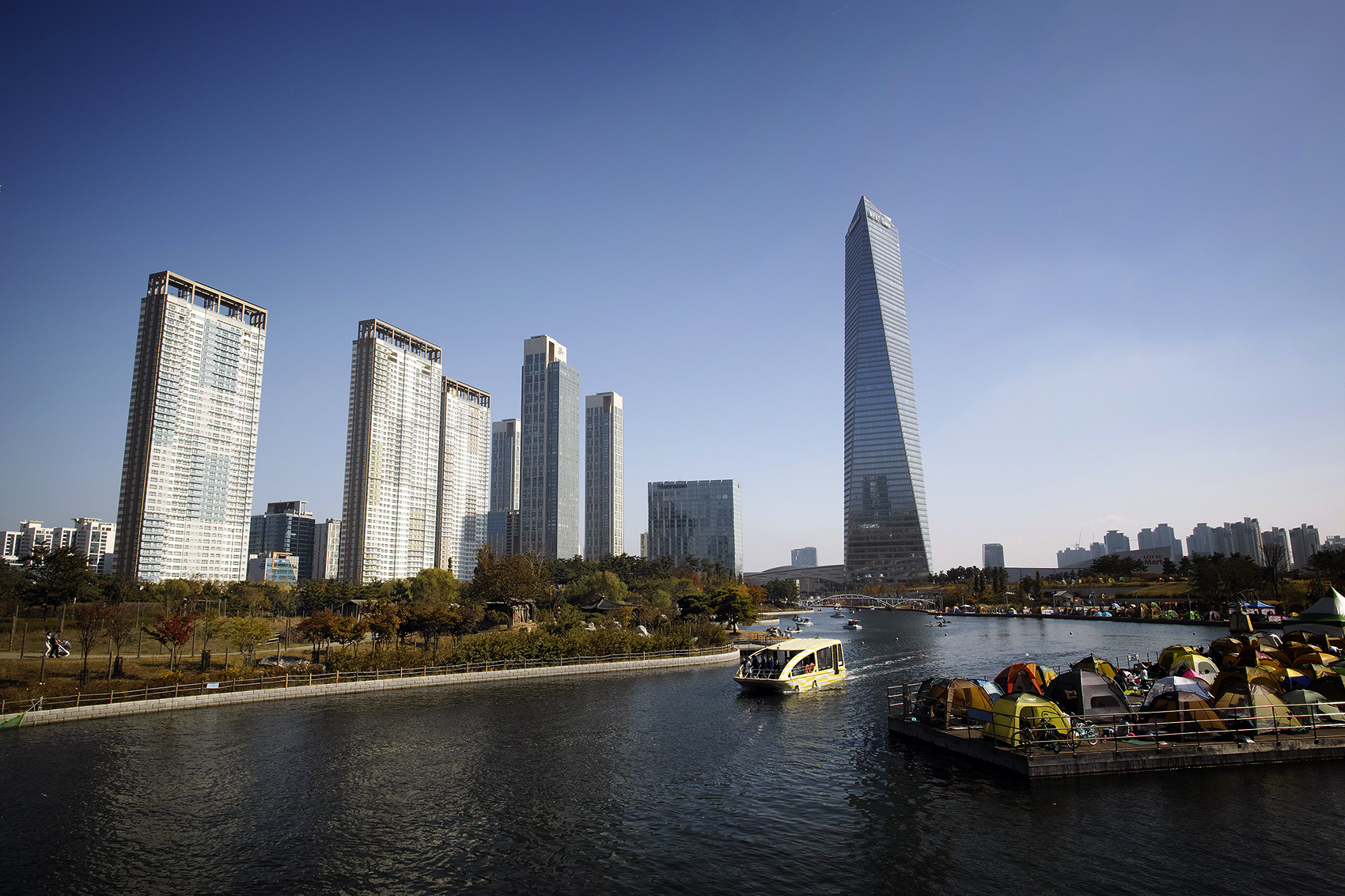
2015년 10월 24일
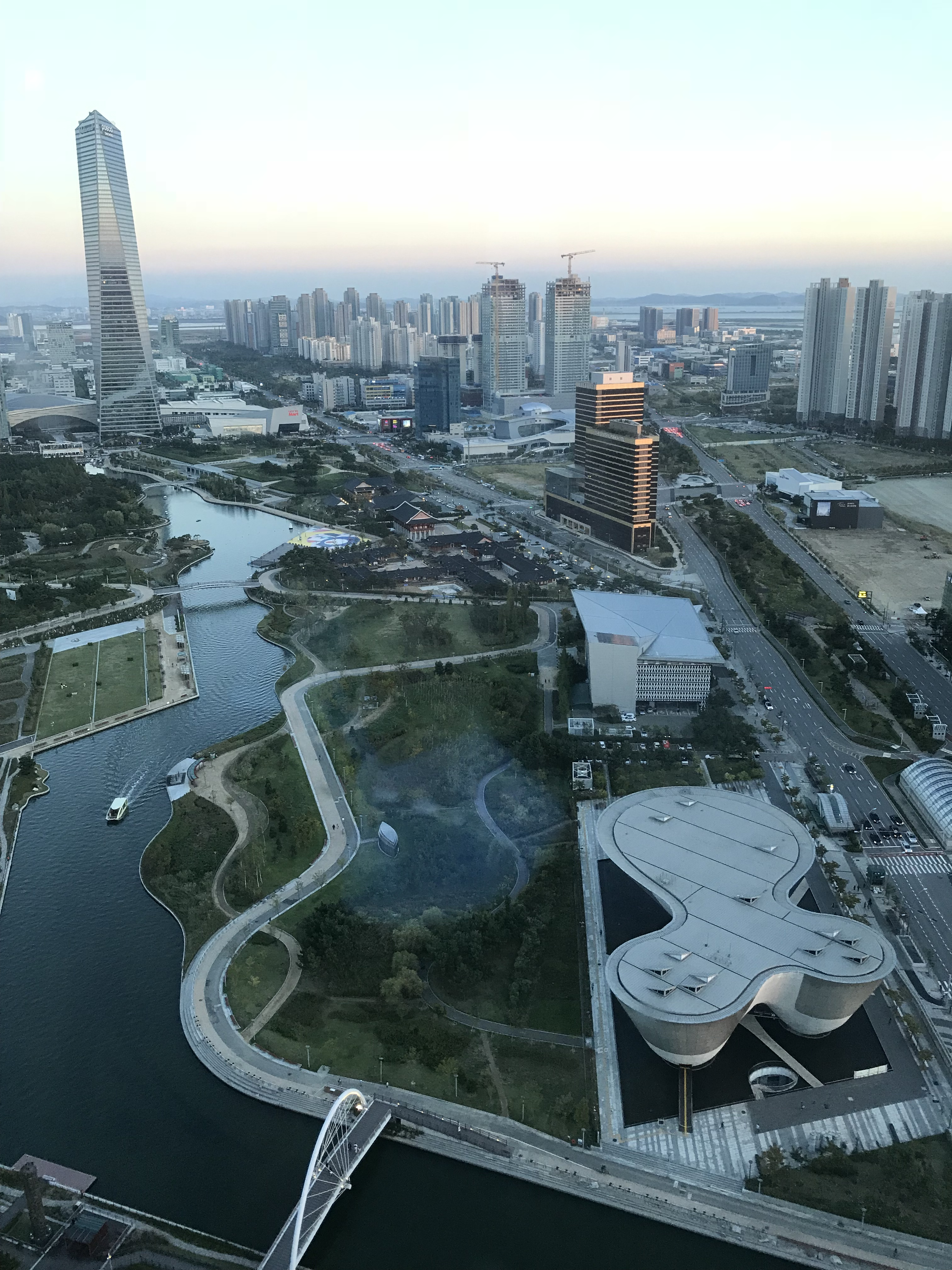
2018년 10월 2일
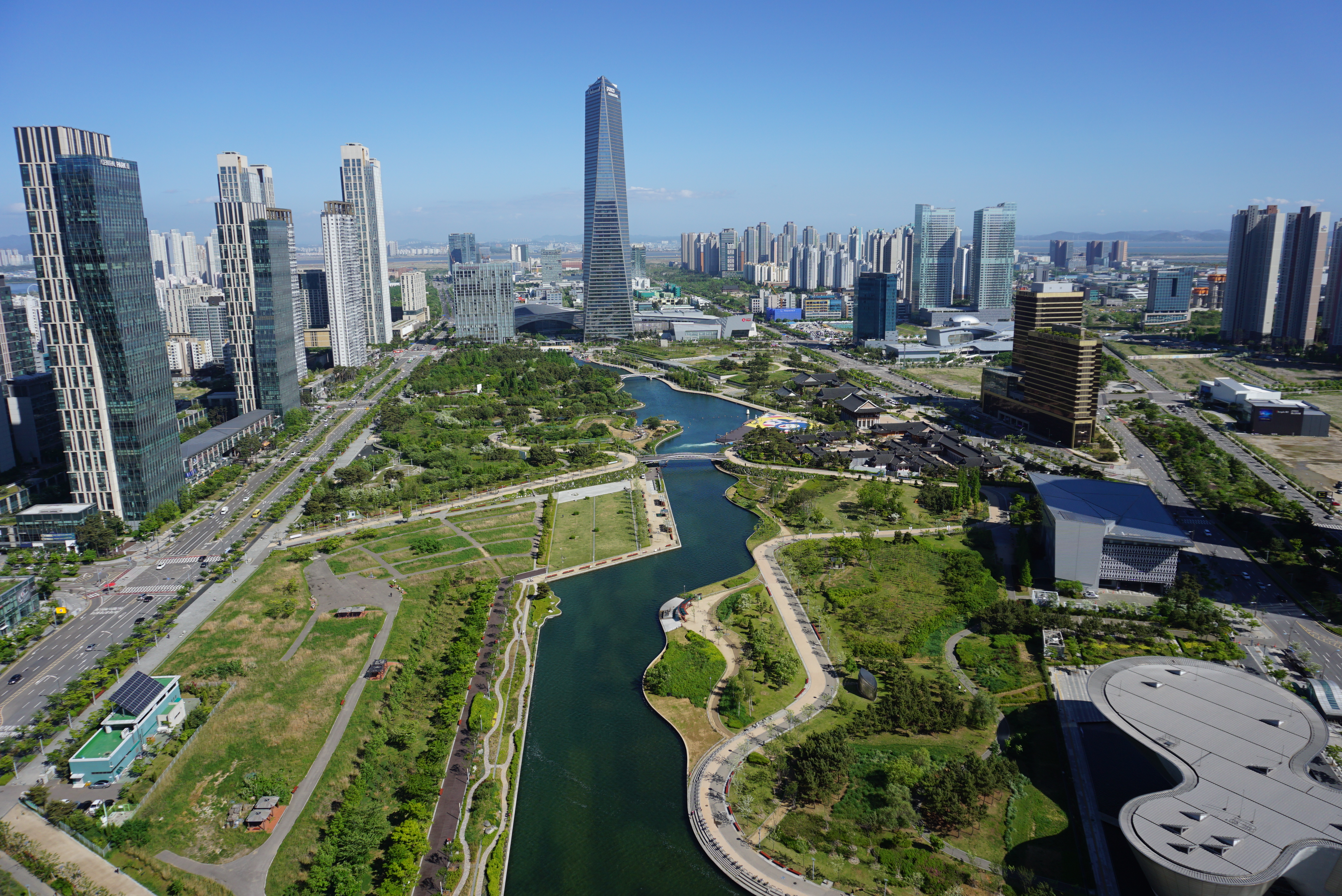
2019년 5월 20일

## 같이 보기
- 송도국제도시
- 마천루 목록
- 아시아의 마천루 목록
- 대한민국의 마천루 목록
- 인천광역시의 마천루 목록
- G타워